# العلاقات الأوزبكستانية اللاتفية
العلاقات الأوزبكستانية اللاتفية هي العلاقات الثنائية التي تجمع بين أوزبكستان ولاتفيا.

## مقارنة بين البلدين
هذه مقارنة عامة ومرجعية للدولتين:
| وجه المقارنة                                              | أوزبكستان       | لاتفيا                                             |
| --------------------------------------------------------- | --------------- | -------------------------------------------------- |
| المساحة (كم2)                                             | 448.98 ألف      | 64.59 ألف                                          |
| عدد السكان (نسمة)                                         | 32.39 مليون     | 1.93 مليون                                         |
| الكثافة السكانية (ن./كم²)                                 | 72.14           | 29.88                                              |
| العاصمة                                                   | طشقند           | ريغا                                               |
| اللغة الرسمية                                             | اللغة الأوزبكية | اللغة اللاتفية                                     |
| العملة                                                    | سوم أوزبكستاني  | يورو، لاتس لاتفي، الروبل اللاتفي ‏، الروبل اللاتفي ‏ |
| الناتج المحلي الإجمالي (بليون دولار)                      | 48.72 مليار     | 30.26 مليار                                        |
| الناتج المحلي الإجمالي (تعادل القوة الشرائية) بليون دولار | 190.50 مليار    | 49.24 مليار                                        |
| الناتج المحلي الإجمالي الاسمي للفرد دولار أمريكي          | 2.13 ألف        | 14.06 ألف                                          |
| الناتج المحلي الإجمالي للفرد دولار أمريكي                 | 5.57 ألف        | 23.55 ألف                                          |
| مؤشر التنمية البشرية                                      | 0.675           | 0.819                                              |
| رمز المكالمات الدولي                                      | +998            | +371                                               |
| رمز الإنترنت                                              | .uz             | .lv                                                |
| المنطقة الزمنية                                           | ت ع م+05:00     | ت ع م+02:00، ت ع م+03:00، أوروبا/ريغا ‏             |

## مدن متوأمة
في ما يلي قائمة باتفاقيات التوأمة بين مدن أوزبكستانية ولاتفية:
- ترتبط سمرقند مع يورمالا باتفاقية توأمة منذ 4 أغسطس 1986.

## منظمات دولية مشتركة
يشترك البلدان في عضوية مجموعة من المنظمات الدولية، منها:
| علم المنظمة | اسم المنظمة                               | تاريخ انضمام أوزبكستان | تاريخ انضمام لاتفيا |
| ----------- | ----------------------------------------- | ---------------------- | ------------------- |
|             | مؤسسة التنمية الدولية                     | 24 سبتمبر 1992         | 11 أغسطس 1992       |
|             | يونسكو                                    | 26 أكتوبر 1993         | 9 يوليو 1951        |
|             | وكالة ضمان الاستثمار متعدد الأطراف        | 4 نوفمبر 1993          | 21 أغسطس 1998       |
|             | الأمم المتحدة                             | 2 مارس 1992            | 17 سبتمبر 1991      |
|             | الفريق المعني برصد الأرض                  | ?                      | ?                   |
|             | الاتحاد البريدي العالمي                   | ?                      | ?                   |
|             | البنك الدولي للإنشاء والتعمير             | 21 سبتمبر 1992         | 11 أغسطس 1992       |
|             | الاتحاد الدولي للاتصالات                  | 10 يوليو 1992          | 11 ديسمبر 1921      |
|             | منظمة حظر الأسلحة الكيميائية              | ?                      | ?                   |
|             | مؤسسة التمويل الدولية                     | 30 سبتمبر 1993         | 29 سبتمبر 1993      |
|             | المركز الدولي لتسوية المنازعات الاستشارية | 25 أغسطس 1995          | 7 سبتمبر 1997       |
|             | منظمة الشرطة الجنائية الدولية             | ?                      | ?                   |
|             | منظمة الأمن والتعاون في أوروبا            | 30 يناير 1992          | 10 سبتمبر 1991      |

## وصلات خارجية
- موقع وزارة الخارجية الأوزبكستانية
- موقع وزارة الخارجية اللاتفية